# Autoroute de la mer
Une autoroute de la mer est un principe de la Politique commune des transports de l'Union européenne mettant en avant l'importance du transport maritime. L'objectif principal est d'améliorer les communications avec les régions périphériques de l'Union et ainsi d'améliorer le réseau de transport avec les pays candidats et ceux qui en font déjà partie.

## Le concept
Le concept provient d'un livre blanc, La politique européenne des transports à l’horizon 2010 : l’heure des choix, de la Commission européenne qui a été adopté en juin 2001 à Göteborg, en tant qu'alternative aux autoroutes terrestres. Il s'agissait ainsi de désengorger les grands axes autoroutiers européens, en premier lieu les passages des massifs montagneux, de limiter la pollution et favoriser le développement durable. Des camions complets ou leurs remorques sont invitées à embarquer sur des navires pour effectuer un trajet qu'ils faisaient auparavant par la route. Avec le Grenelle de l'environnement puis le Grenelle de la mer en 2009, il est devenu un des axes prioritaires de la politique de la France en matière de transport maritime. Subventionnées par l'Union européenne et par l'État, ces liaisons maritimes doivent viser à moyen terme un équilibre économique par un plus grand nombre de véhicules les empruntant et sans doute par un renforcement des taxes de passages sur les autoroutes européennes ou par un renchérissement du coût du carburant.
Ce principe ne doit pas être confondu avec le franchissement de détroits par les poids-lourds à bord de ferrys même s'il existe un lien fixe (comme dans le cas du tunnel sous la Manche ou des liaisons entre le Danemark et la Suède) ni avec  le franchissement de mers intérieures ou très enclavées (liaisons  transbaltiques entre la Finlande et les Pays baltes ou transadriatiques entre le sud de l'Italie et la Grèce), ni celles reliant des îles. 
Le concept d'autoroute de la mer a longtemps été prôné mais les projets ont tardé à voir le jour. En France, après une première tentative entre 2005 et 2009 (liaison Toulon - Civitavecchia (Rome), l'année 2010 a vu, à la suite du Grenelle de la mer, le lancement de trois lignes : Istanbul - Toulon (avril 2010), Istanbul - Marseille (juillet 2010) et enfin Gijón - Nantes (septembre 2010).
C'est l'Italie qui, en 2001, pour répondre à la demande et pour ne pas pénaliser les chauffeurs de TIR dont la durée de conduite est strictement limitée, inaugure la première Autoroute de la mer avec la liaison maritime pour camions entre Messine et Salerne. Au 1er janvier 2017, des liaisons le plus souvent quotidiennes, 14 sur des routes nationales et 14 internationales, sont assurées par des compagnies maritimes italiennes au départ de ports italiens.

## Historique
Depuis le traité de Rome de 1957, la Communauté économique européenne, puis l’Union Européenne, ont montré une volonté de rapprocher les peuples d’Europe par le biais économique. Pour ce faire, la création d’un marché unique dès 1957, aussi appelé « marché commun », symbolise l’union économique entre les états membres. Ce marché unique repose sur quatre libertés fondamentales simples : la liberté de mouvement des marchandises, des services, des personnes et des capitaux. 
Cette mobilité fut accélérée par la disparition progressive des frontières au sein de l’Europe. En effet, dans les années 1980, l’Union européenne affiche sa volonté de faciliter le libre échange entre ses membres en harmonisant les documents de transit pour les poids lourds et les marchandises traversant ses frontières internes, en réduisant les formalités administratives à un seul formulaire avant de supprimer totalement les contrôles.
Cette période correspond également à l’élaboration des projets RTE-T (Réseaux transeuropéens de Transport) grands objectifs du traité de Maastricht, dont la mise en œuvre permettra de développer des liaisons transeuropéennes pour les différents modes de transports (route, rail, air, mer, navigation intérieur…) en misant singulièrement sur les projets transfrontaliers de grandes envergures destinés à interconnecter différents réseaux nationaux entre eux.  
Les projets RTE-T ont été créés afin de faciliter et d’accélérer le développement des échanges, améliorer les performances du marché unique, augmenter la part du transport multimodal pour respecter au mieux l’environnement et enfin, accélérer l’intégration des nouveaux pays membres. En avril 2004, la liste des trente projets prioritaires a été arrêtée par l’Union européenne, sur laquelle on peut y retrouver entre autres, le système de navigation par satellite européen Galileo (projet prioritaire no 15), les autoroutes de la mer : mer Baltique, arc atlantique, Europe du Sud-est, Méditerranée occidentale (projet prioritaire no 21), ou encore la liaison fluviale Seine-Escaut (projet prioritaire no 30).  
Ce concept d’autoroutes de la mer est donc récent. Il a fait sa première apparition officielle en 2001 dans le livre blanc de la commission européenne sur la politique des transports à l’horizon 2010. En 2004, l’ajout de l’article 12 bis au programme RTE-T, montre l’incorporation officielle du projet des autoroutes de la mer à la politique européenne des transports. Il fut ensuite introduit dans le programme Marco Polo 2.

## Situation actuelle
Dans les années 2010, le transport de marchandises en Europe est réparti de façon inégale. En effet, la route représente 44 % du transport de fret, alors que 39 % s’effectue grâce à la navigation à courte distance, 10 % par le rail et seulement 4 % par les voies navigables. Ces chiffres n’ont guère évolué depuis 2005.
De plus, les statistiques prévoient une augmentation de 70 % du transport intérieur de marchandises au sein de l’UE-15 d’ici à 2020 et pour les nouveaux états membres, une croissance encore plus significative, jusqu’à 95 % pour la même période. Pourtant, l'Europe est dès à présent confrontée à la saturation des réseaux autoroutiers.
L’Union européenne estime que « chaque jour, 7 500 km d’autoroutes sont paralysés par des embouteillages » . Il serait donc utopiste de croire qu’une telle croissance du transport intérieur de fret pourrait être supporté par les seuls réseaux actuels. Si rien n’est fait le coût de la congestion atteindra en effet à lui seul 1 % du produit intérieur brut de l’Union en 2010.
Seulement, pour améliorer l’exploitation des autres modes de transport disponibles, il faut présenter des solutions alternatives et crédibles à la route. À cette fin, l’Union Européenne propose dans son livre blanc, plusieurs solutions dont le rail, et les autoroutes de la mer. En effet, de tels projets permettraient une meilleure répartition du transport de marchandises en Europe, une décongestion des réseaux terrestres, et une diminution de la pollution engendrée.
En Europe, le transport maritime à courte distance est déjà très développé et possède encore une capacité d’évolution élevée. Ce dernier a même connu une véritable croissance depuis ces dernières années qui a égalé celle du transport routier, soit une augmentation de 25 % de 1995 à 2002, chiffres qui montrent que les infrastructures sont déjà présentes. De fait, la grande majorité des ports européens sont déjà capables d’accueillir des navires rouliers, ou des navires porte conteneurs d’une taille moyenne, même si l’aboutissement d’un tel projet demandera quelques améliorations des infrastructures d’accueil, et la création de connexions aux réseaux terrestres.
Ces ports devront servir de lieu de concentration aux nouveaux réseaux européens ; des véritables « hub » ; permettant de redistribuer les échanges à travers toute l’Europe grâce à des lignes ferroviaires, des voies navigables et des autoroutes.